# Leichtathletik-Weltmeisterschaften 2019/50 km Gehen der Frauen

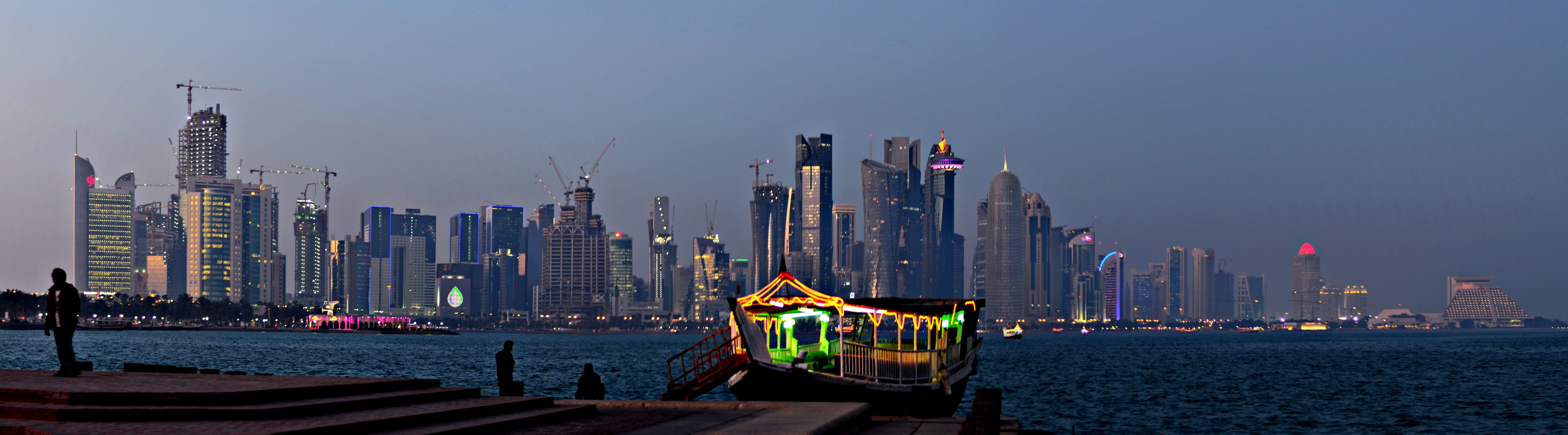
Abendliche Skyline der Stadt Doha

Das 50-km-Gehen der Frauen bei den Leichtathletik-Weltmeisterschaften 2019 fand am 28. September 2019 in den Straßen der katarischen Hauptstadt Doha statt.
23 Athletinnen aus 13 Ländern nahmen an dem bei Weltmeisterschaften erst zum zweiten Mal ausgetragenen Wettbewerb teil. Damit hatte sich die Zahl der Wettbewerberinnen gegenüber der ersten Austragung zwei Jahre zuvor in London mehr als vervierfacht.
Die chinesischen Geherinnen erzielten einen Doppelsieg. Weltmeisterin wurde die Weltrekordinhaberin und Asienmeisterin von 2016 Liang Rui mit 4:23:26 h. Den zweiten Platz erreichte Li Maocuo in 4:26:40 h. Bronze sicherte sich in 4:29:13 h die Italienerin Eleonora Giorgi.

## Rekorde
Vor dem Wettbewerb galten folgende Rekorde:
| Weltrekord | Liang Rui      | 4:04:36 h | Taicang, Volksrepublik China | 5. Mai 2018     |
| WM-Rekord  | Inês Henriques | 4:05:56 h | WM in London, Großbritannien | 13. August 2017 |

Der bestehende WM-Rekord wurde bei diesen Weltmeisterschaften nicht eingestellt und nicht verbessert.

## Ergebnis

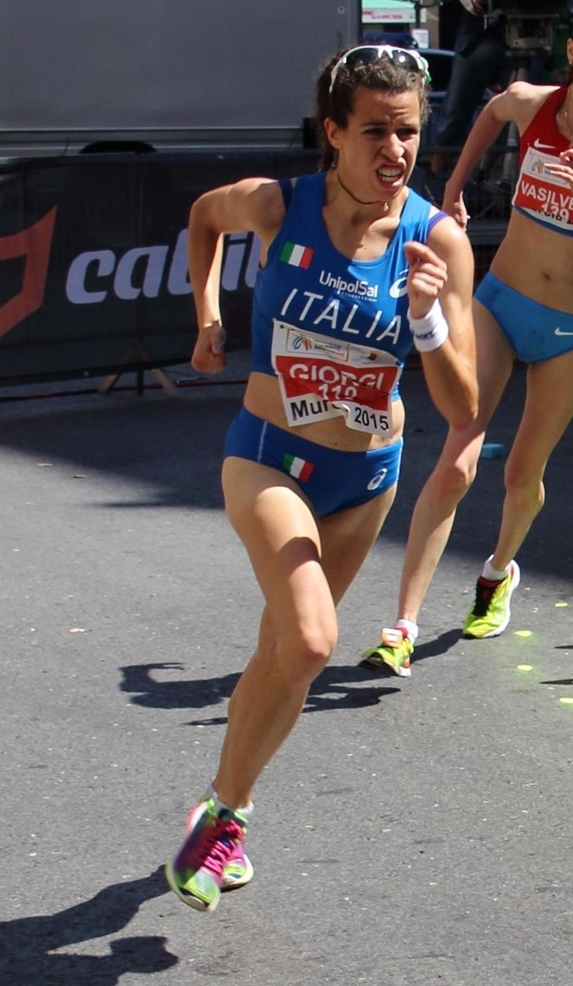
Bronzemedaillengewinnerin Eleonora Giorgi

28. September 2019, 23:30 Uhr Ortszeit (22:30 Uhr MESZ)
| Platz                 | Athletin                | Land                | Zeit (h) |
| --------------------- | ----------------------- | ------------------- | -------- |
|                       | Liang Rui               | Volksrepublik China | 4:23:26  |
|                       | Li Maocuo               | Volksrepublik China | 4:26:40  |
|                       | Eleonora Giorgi         | Italien             | 4:29:13  |
| 4                     | Olena Sobtschuk         | Ukraine             | 4:33:38  |
| 5                     | Ma Faying               | Volksrepublik China | 4:34:56  |
| 6                     | Chrystyna Judkina       | Ukraine             | 4:36:00  |
| 7                     | Magaly Bonilla          | Ecuador             | 4:37:03  |
| 8                     | Júlia Takács            | Spanien             | 4:38:20  |
| 9                     | Paola Pérez             | Ecuador             | 4:38:54  |
| 10                    | María Juárez            | Spanien             | 4:39:28  |
| 11                    | Masumi Fuchise          | Japan               | 4:41:02  |
| 12                    | Nastassja Jazewitsch    | Belarus             | 4:44:01  |
| 13                    | Nadseja Daraschuk       | Belarus             | 4:47:26  |
| 14                    | Angeliki Makri          | Griechenland        | 4:54:09  |
| 15                    | Mara Ribeiro            | Portugal            | 4:58:44  |
| 16                    | Elianay Pereira         | Brasilien           | 5:11:26  |
| 17                    | Katie Burnett           | Vereinigte Staaten  | 5:23:05  |
|                       | Mariavittoria Becchetti | Italien             | DNF      |
| Nicole Colombi        | Italien                 |                     | DNF      |
| Mária Czaková         | Slowakei                |                     | DNF      |
| Inês Henriques        | Portugal                |                     | DNF      |
| Walentyna Myrontschuk | Ukraine                 |                     | DNF      |
| Ivana Renić           | Kroatien                |                     | DNF      |
|                       | Tiia Kuikka             | Finnland            | DNS      |

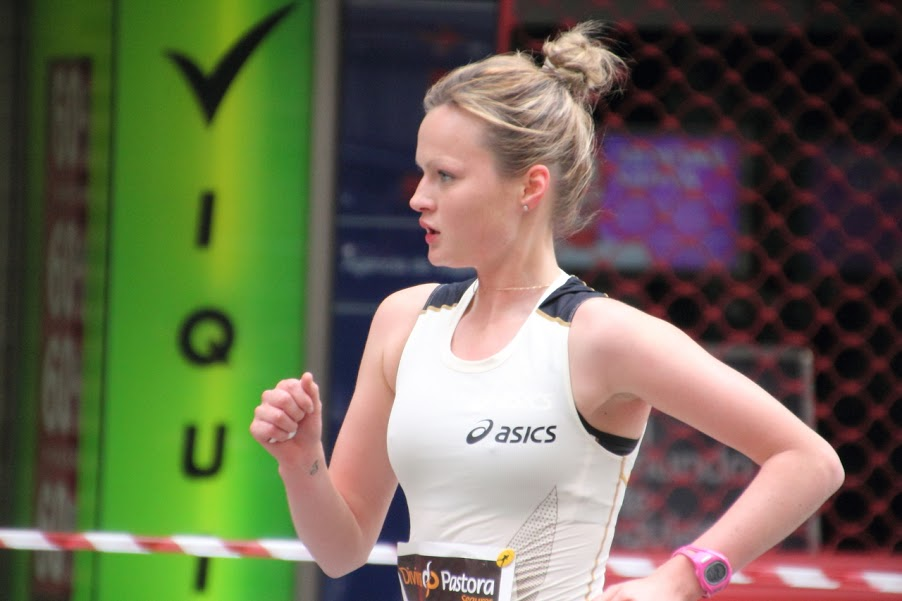
Die achtplatzierte Júlia Takács
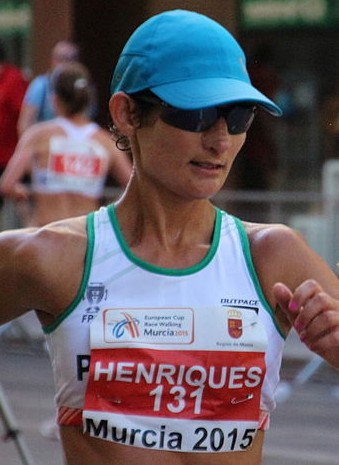
Titelverteidigerin Inês Henriques erreichte diesmal nicht das Ziel
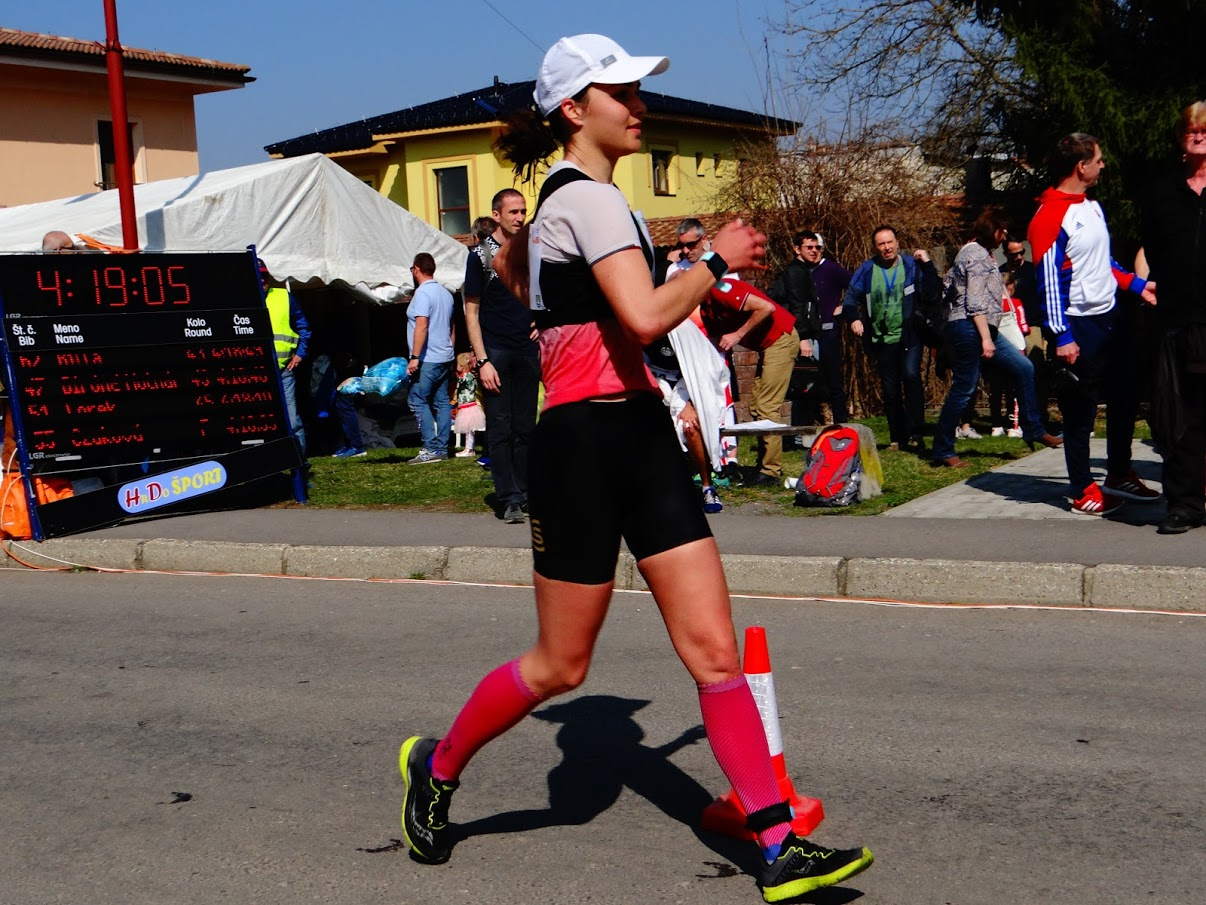
Auch Ivana Renić beendete den Wettkampf nicht